# Го Кхугпа
Го Кхугпа Лхеце (на тибетски: འགོས་ཁུག་པ་ལྷས་བཙས་) е тибетски будистки деец и преводач.
Роден в областта Цанг Тапа в Централен Тибет и е съвременник на Марпа Лоцава. Учи първо в Тибет, а след това пътува до Кашмир, Индия и Непал, където учи със седемдесет и двама пандити и овладява санскрит и будистките учения. Превежда много ръкописи на тибетски език и допринася за работата по превода на Канджур и Тенджур. След Ринчен Зангпо той е един от най-важните преводачи от втората преводаческа школа.